# Clemens Zerling
Clemens Zerling (* 5. März 1951 im heutigen Neunkirchen-Seelscheid, Rhein-Sieg-Kreis) ist ein deutscher Autor, Verleger, Herausgeber und Redakteur.

## Leben
Clemens Zerling studierte in Berlin Politische Wissenschaft. Von 1982 bis 1997 war er Mitgeschäftsführer der Rotation Verlag- und Vertriebs GmbH, Berlin, eines mittelständischen Großhandelsunternehmens, das aus dem links-alternativen Milieu der 1970er Jahre hervorging. 1979 gründete er mit seiner ersten Gattin, Sybille Zerling, Tochter des Grazer Verlegers Gerhard Zerling (Stiasny-Bücherei), den Verlag Clemens Zerling in Berlin, ab 1983 angeschlossen die „Edition Ahrens“, ab 1990 auch die „Edition Weber“ (Amsterdam–Berlin). Schwerpunkte seiner publizistischen Tätigkeit waren seit Beginn Kult-, Kultur- und Religionsgeschichte, Völkerkunde, Mythologie und die Magie der Natur. Im Jahre 2001 wurde der Verlag aufgegeben.
Seit 2001 lebt Clemens Zerling in Bad Reichenhall. Er arbeitet als Autor und freier Journalist in den Bereichen Kulturgeschichte, Brauchtum und Symbolik. Im Jahre 2020 heiratete er Barbara Aigmüller geb. Finsch aus Schmöckwitz, Berliner Bezirk Treptow-Köpenick.

## Verlag
In der von ihm herausgegebenen Verlags-Reihe „Documenta Ethnographica“ wurden Mythen der Völker Amerikas, Afrikas und Ozeaniens verglichen und dem deutschsprachigen Leserkreis zum Teil erstmals vorgestellt. Die Reihe „Hermetische Philosophie“ präsentierte Biographien wichtiger Vertreter der Renaissance, die im Zuge eines wachsenden esoterischen Interesses in unhaltbare Zusammenhänge geraten waren. Zerling bemühte sich um Austausch und Auseinandersetzung zwischen Esoterik, Grün-alternativer Weltsicht und kritischer Fachwissenschaft. Dabei gelangten Themen aus Philosophiegeschichte, Ethnologie und alternativer Heilkunde, die bislang im Bereich der Wissenschaft nur ein Schattendasein führten, in den Focus einer breiteren Leserschaft.
Zu seinen wichtigsten Autoren gehörten der Volkskundler und Ethnologe Michael Kuper, die Ethnologin und Expertin für afrikanisches Medizinmannwesen Johanna Wagner, Bernhard Kirfel und Walter Andritzky (damals Lehrstuhlinhaber an der Heilpädagogischen Fakultät der Universität Köln), der Biologe und Zoologe Harro Strehlow, die Umweltpädagogin und Weltreisende Sigrid Lechner-Knecht und der Psychologe Wolfgang Bauer. Von Streifzügen in die Literatur sind vor allem die Erzählungen des türkischen Kurden und Adelbert-von-Chamisso-Preisträgers 1993 (Förderpreis) İsmet Elçi zu erwähnen.

## Werk
Zerlings Forschungsschwerpunkte sind hermetische und hermeneutische Philosophie, westliche Mystik, Symbole und ihre Ursprünge samt ihrer Wirkung als Archetypen. In seinen Arbeiten beschäftigte er sich mit anthropologischen, religiösen, psychologischen, historischen und mystisch-spirituelle Themen.

## Schriften
- Götter-, Götzen- und Gralstempel. Kultplätze in Deutschland. Ein Führer zu magisch-mystischen Orten. AT, Aarau (Schweiz) 2001, ISBN 3-85502-724-2.
- mit Wolfgang Bauer: Rabengeschrei. Von Raben, Rillen, Runen und Recken. Raben in der Zoologie, Mythologie, Magie, Psychologie, Alchimie, Literatur und im Märchen. Second Sight Books, Berlin 2001, ISBN 3-935684-03-7.
- Lexikon der Tiersymbolik. Mythologie – Religion – Psychologie. Kösel, München 2003, ISBN 3-466-36639-9.
- mit Wolfgang Bauer: Das Lexikon der Orakel. Der Blick in die Zukunft. Atmosphären, München 2004, ISBN 3-86533-006-1.
- mit Wolfgang Bauer, Sergius Golowin, Herman de Vries: Heilige Haine, Heilige Wälder. Ein kulturhistorischer Reiseführer. Neue Erde, Saarbrücken 2005, ISBN 3-89060-064-6.
- mit Christian Schweiger: Masken im Alpenraum. Einleitung und Nachwort von C. Zerling. Bildband, Stocker, Graz 2005, ISBN 3-7020-1113-7. Französische Ausgabe: DésIre, Méolans-Revel 2005, ISBN 2-915418-01-2.
- mit Wolfgang Bauer, Sergius Golowin, Christian Rätsch: Lexikon des Dunklen. Mythen – Kunst – Musik. Von der Antike über die Romantik bis hin zur Gothic-Kultur. Arun, Engerda 2006, ISBN 3-86663-006-9.
- Lexikon der Pflanzensymbolik. AT, Baden (Schweiz) 2007, ISBN 978-3-03800-218-5.
- Die Rosenkreuzer. Geschichte einer Idee zwischen Mythos und Wirklichkeit. Bild- und Dokumentenband. Stocker, Graz 2009, ISBN 978-3-85365-232-9.
- mit Wolfgang Bauer: Heilige Quellen, heilende Brunnen. Heil und Heilung mit dem „Wasser des Lebens“. Neue Erde, Saarbrücken 2009, ISBN 978-3-89060-275-2.
- Lexikon der Tiersymbolik. Mythologie – Religion – Psychologie. Drachen Verlag, Klein Jasedow 2012, ISBN 978-3-927369-61-0.
- mit Wolfgang Bauer: Das ganz Andere im Stein. Was sakrale Steine, Felsen und Berge vor uns verbergen. Synergia, Darmstadt 2012, ISBN 978-3-939272-52-6.
- Orpheus oder die Macht des Urtons. Synergia, Basel 2016, ISBN 978-3-906873-00-8.
- Auf der Suche nach dem Goldenen Vlies. Mit Iason, den Argonauten und Medeia auf Mysterienfahrt. Synergia, Basel, Zürich, Roßdorf 2017, ISBN 978-3-906873-30-5.
- Asklepios, eine Gottheit wahrer und nachhaltiger Heilung aus der mythischen Welt der Lapithen und Kentauren. Synergia, Basel, Zürich, Roßdorf 2018, ISBN 978-3-906873-67-1.
- Vom phallischen Hermes zum weisen Trismégistos. Ein Offenbarungsprinzip und seine bunte Ausdrucksfülle. Synergia, Basel, Zürich, Roßdorf 2019, ISBN 978-3-906873-90-9.
- mit Wolfgang Bauer: Raben in Mythos und Kulturgeschichte. Synergia, Basel, Zürich, Roßdorf 2020, ISBN 978-3-907246-16-0.
- mit Wolfgang Bauer: Wölfe in Mythos und Kulturgeschichte. Von Wölfen, Menschen und Wolfsmenschen. Synergia, Basel, Zürich, Roßdorf 2023, ISBN 978-3-907246-78-8.
- Baummysterien. Kulte für das Große Weibliche in der Schöpfung und der Archetyp Baum. Synergia, Roßdorf 2025, ISBN 978-3-907676-10-3.